# Asterosporium betulinum
Asterosporium betulinum är en svampart som beskrevs av Peck 1883. Asterosporium betulinum ingår i släktet Asterosporium, divisionen sporsäcksvampar och riket svampar.   Inga underarter finns listade i Catalogue of Life.